# Kvívík
Kvívík [ˈkʰvʊivʊik] (dänischer Name: Kvivig, in älteren Quellen auch Quivig) ist ein Ort und eine Gemeinde auf den Färöern. Der Ort liegt an der Westküste der Hauptinsel Streymoy.

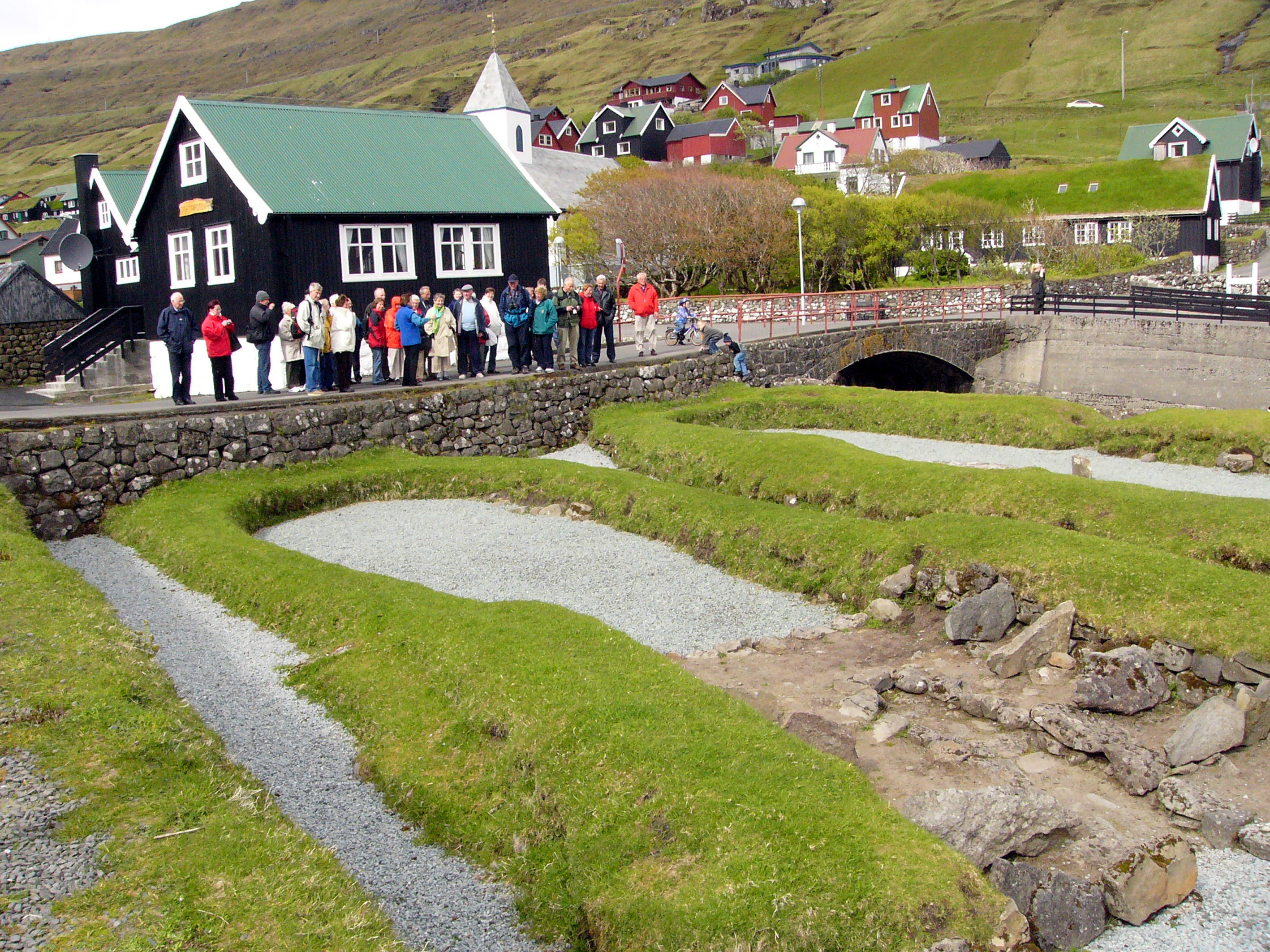
Die Ausgrabung aus der Wikingerzeit im Ortskern.

## Geschichte
Ausgrabungen von zwei Langhäusern, eines war ein Wohnhaus das andere ein Stall, ab 1941 konnten belegen, dass der Ort seit der Wikingerzeit auf den Färöern bewohnt ist. Kvívík zählt damit zu den ältesten Orten auf den Inseln. Weitere Ausgrabungen folgten, wo eine ganze Reihe von Gegenständen gefunden wurden, die heute im Nationalmuseum in Tórshavn ausgestellt werden. Spinnwirtel, Fanggerät, Öllampen und Kinderspielzeug (Pferde und Boote) zeigen etwas über das Leben in dieser Zeit. Es fand sich auch Frauenschmuck in Form von Perlen. Bemerkenswert ist ein Damenschuh, dessen Pendant in Paris gefunden wurde.

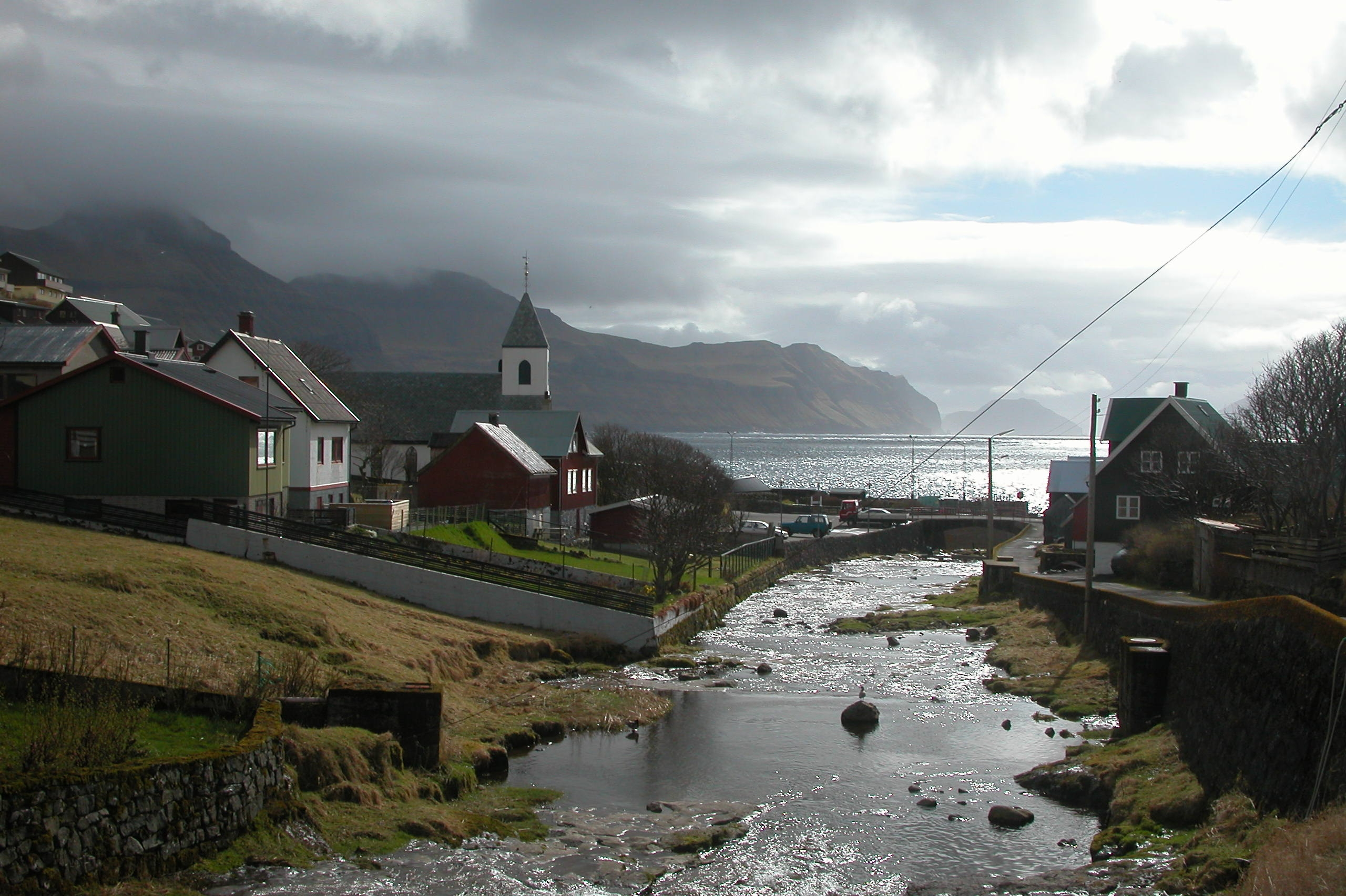
Der Ortskern von Kvívík mit dem charakteristischen weißen Turm der Steinkirche von 1903.

Die Steinkirche wurde am 13. Dezember 1903 geweiht und ersetzte eine alte Holzkirche von 1838, da diese angesichts der gewachsenen Bevölkerungszahl zu klein wurde. Hier las am 31. Dezember 1855 der frisch ernannte Pfarrer V. U. Hammershaimb aus dem Evangelium vor – auf Färöisch, damals ein Skandal, da Dänisch die alleinige Kirchensprache war. Von Hammershaimb lernte der aus Kvívík stammende Dichter Jógvan Dánialsson (Joen Danielsen), auch Kvívíks-Jógvan oder Kvívíkar Jógvan genannt, das Lesen der färöischen Sprache. Er verfasste unter anderem um 1890 die inzwischen weithin bekannte 68-strophige färöische Ballade "Kópakvæðið". Es ist die Legende um einen Bauern aus Mikladalur der in der Dreizehnten Nacht einem tanzenden und feiernden Robbenweibchen, das sich durch das Ablegen ihres Fells in eine Frau verwandelt hat, ebendieses Fell stiehlt und wegschließt. Das in ein menschliches Wesen verwandelte Robbenweibchen, das ohne Fell nicht ins Meer zurück kann, wird dadurch an ihn gebunden und er nimmt es zur Frau. Am Ende gelingt es der Frau jedoch in einem unbewachten Augenblick das Fell zurückzubekommen und sie kehrt ins Meer zurück.

## Persönlichkeiten
- Jógvan Dánialsson (1843–1926), Dichter
- J. P. Gregoriussen (1845–1901), Dichter[3]
- Hallur Arason (* 1998), Handballspieler

## Die Gemeinde Kvívík
Zur „Kvívíker Gemeinde“ (Kvívíkar kommuna) gehören auch die Orte Leynar, Skælingur, Stykkið und Válur/Nesið. Zusammen hatte die Kommune Ende 2002 genau 580 Einwohner. Kvívík liegt südlich des größeren Ortes Vestmanna zu beiden Seiten einer kleinen Bucht und wird durch den Bach Stórá geteilt.

## Bilder

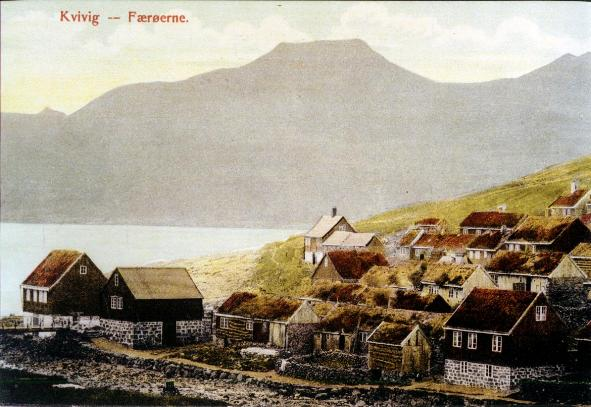
Kvívík um 1900
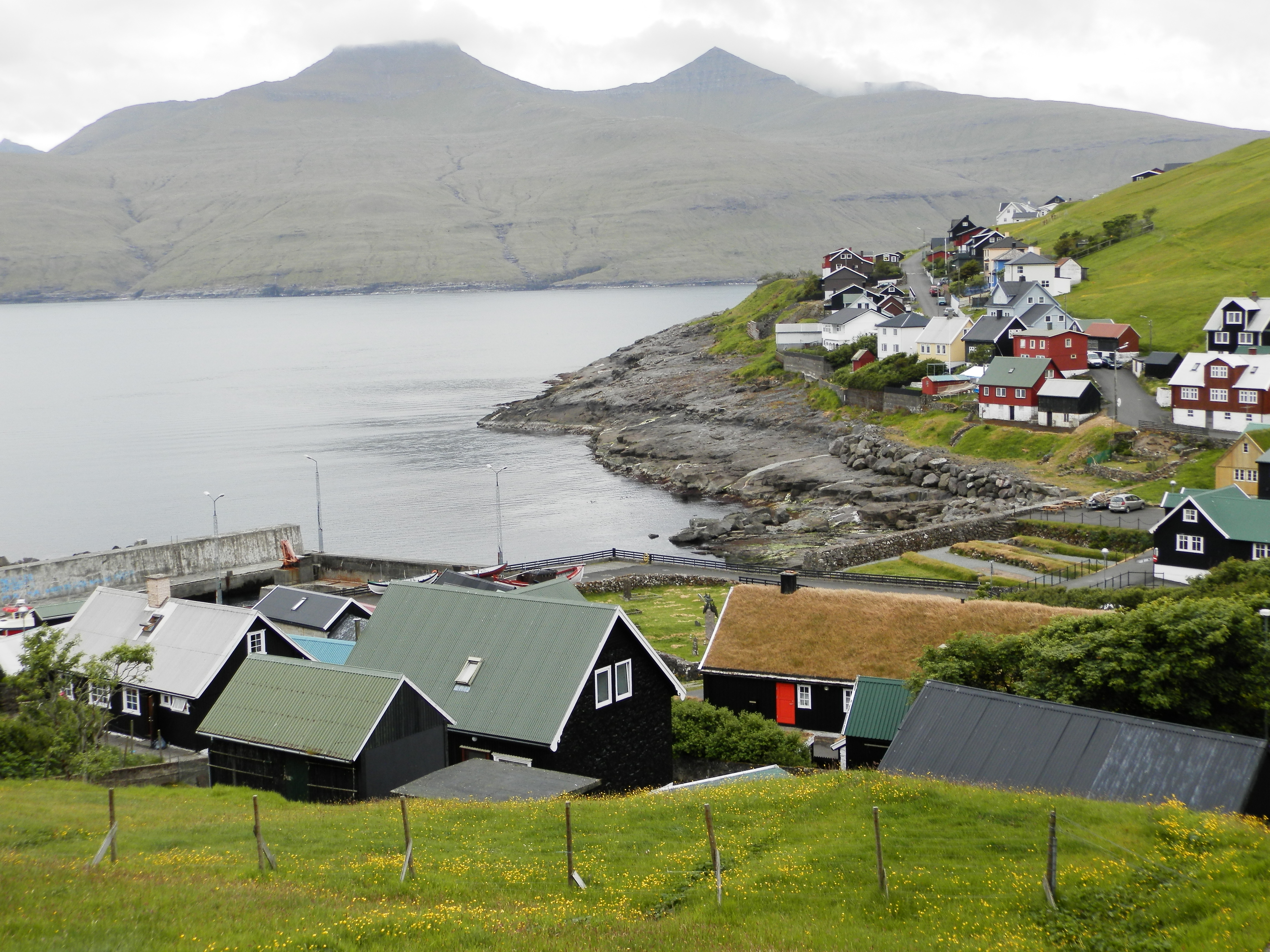
Kvívík im Jahr 2012
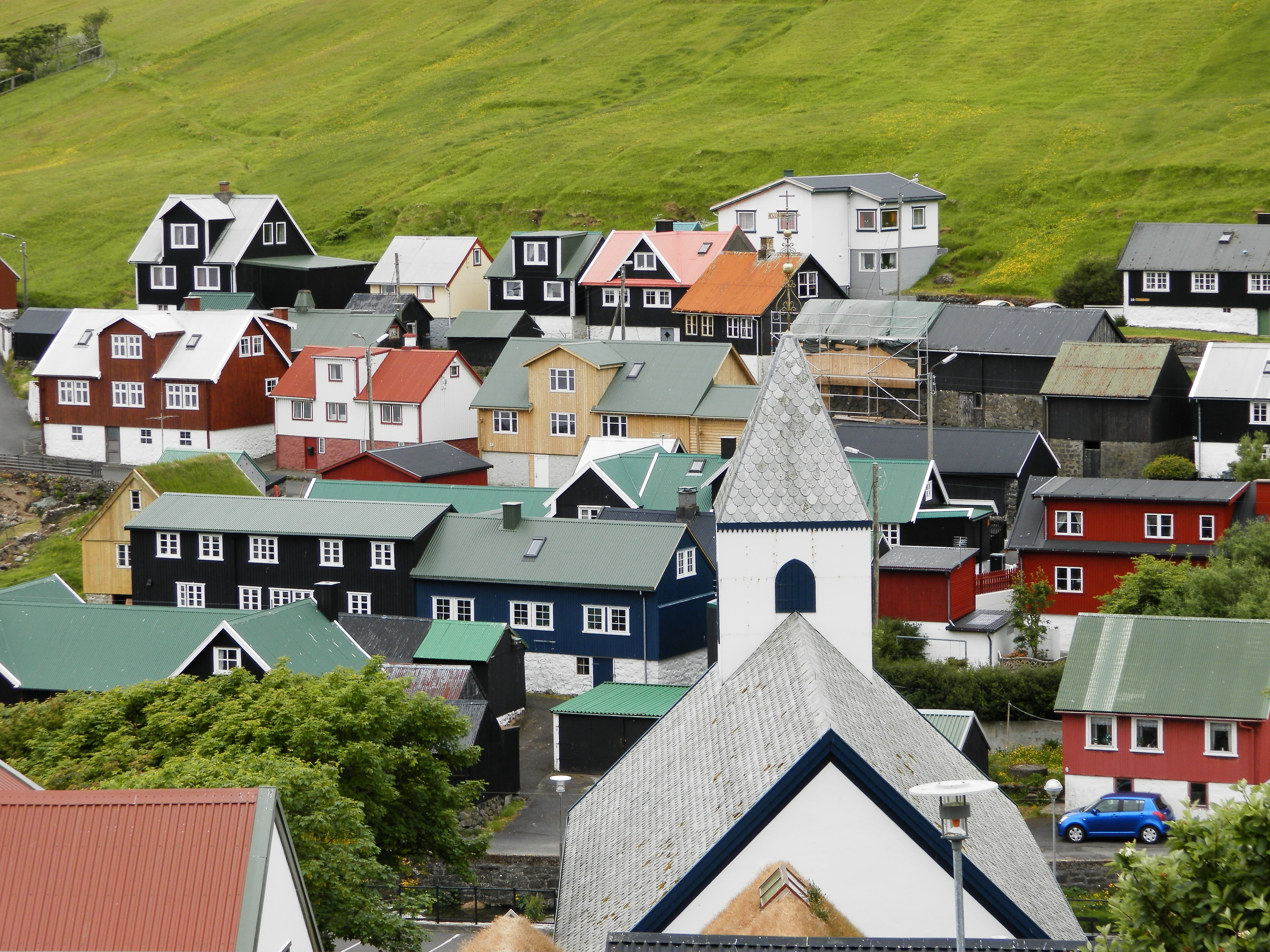
Kvívík: Steinkirche und Dorf
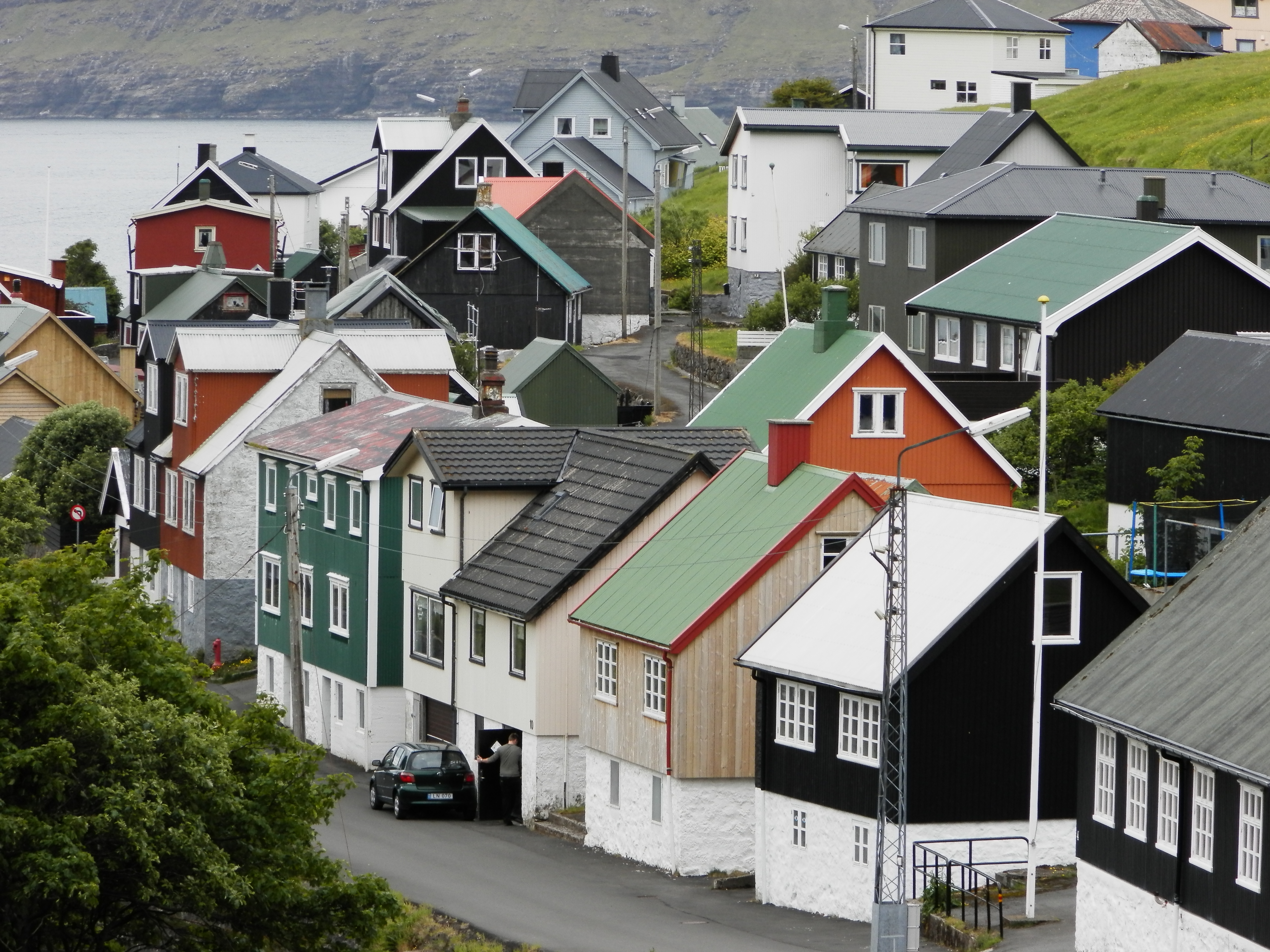
Kvívík
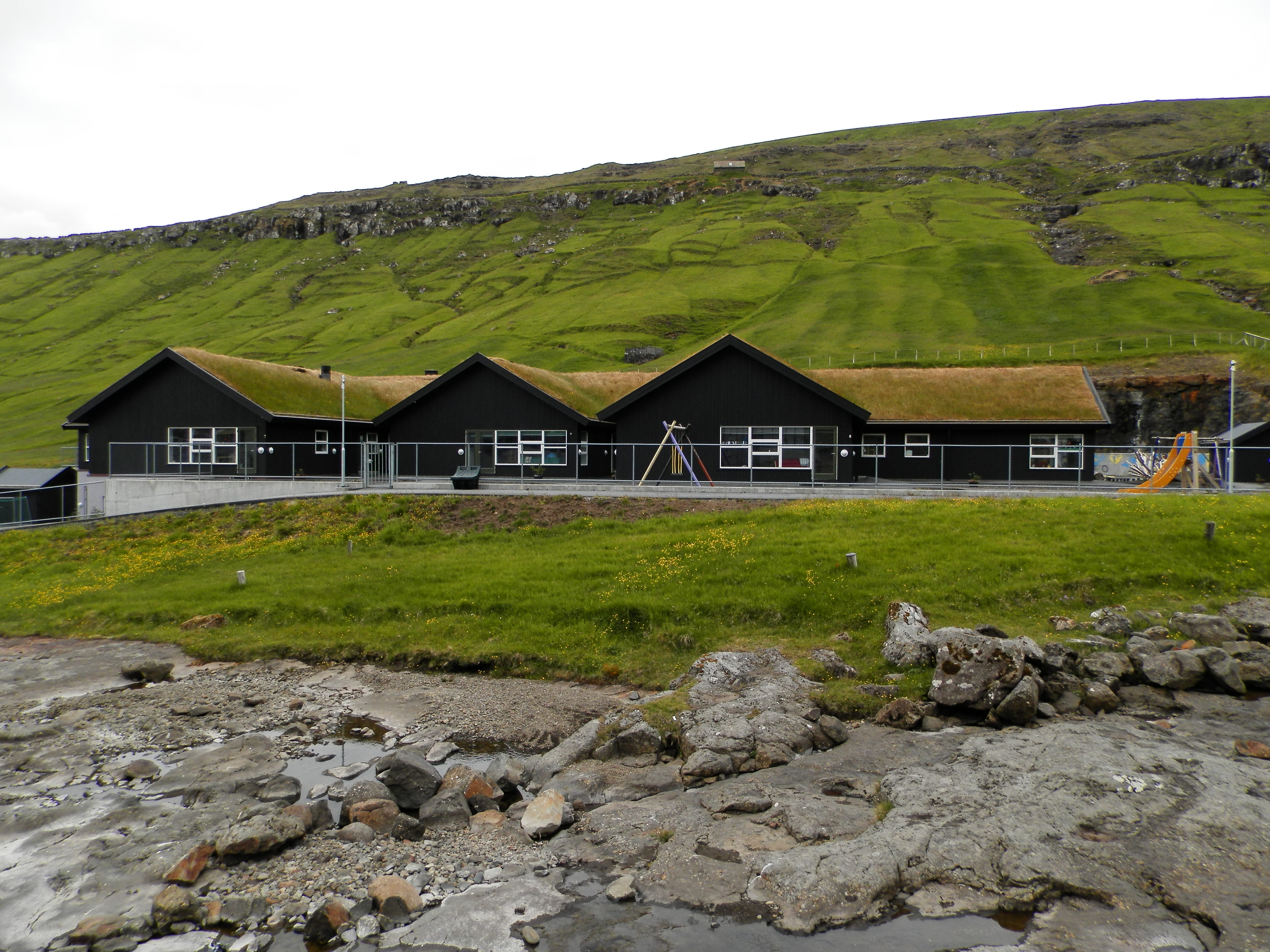
Tagesstätte „Áarlon“
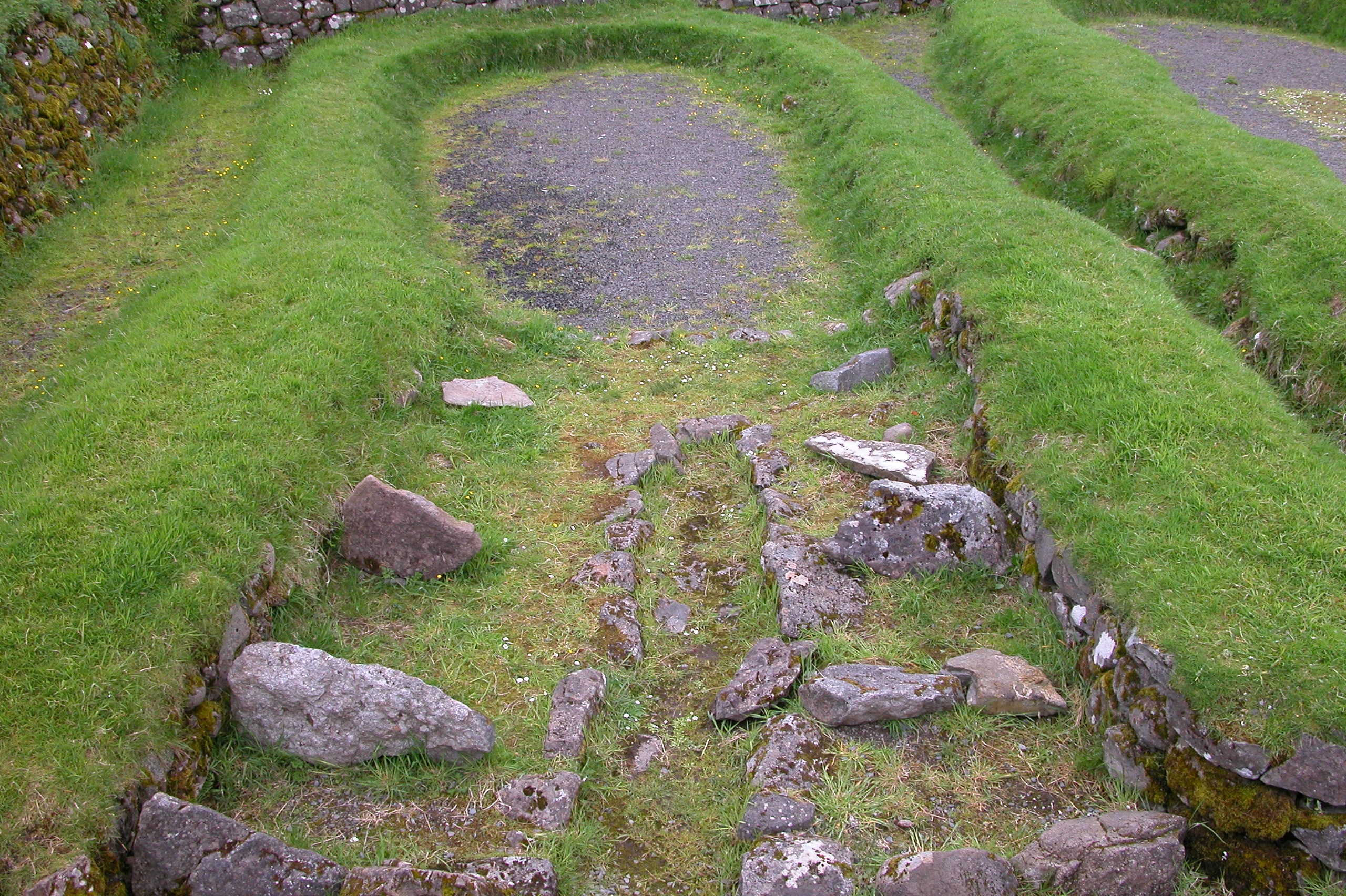
Ausgrabung aus der Wikingerzeit
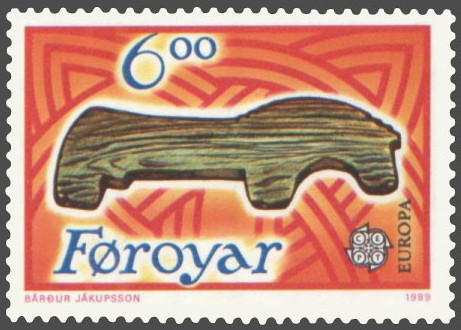
Ein Pferd als Kinderspielzeug aus der Wikingerzeit. Es wurde aus Treibholz geschnitzt, 1957 bei Ausgrabungen in Kvívík gefunden und befindet sich heute im Nationalmuseum in Tórshavn.
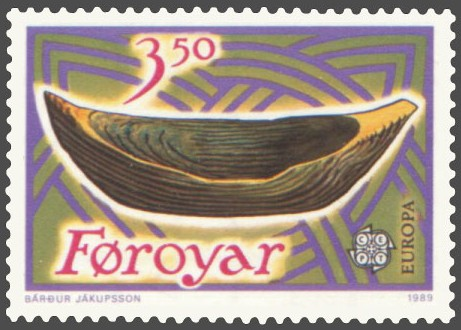
Geschnitztes Spielzeug-Holzboot aus der Wikingerzeit, bei Ausgrabungen in Kvívík gefunden